# Сайф ад-Дін Сурі
Сайф ад-Дін Сурі (перс. سیف الدین سوری; помер 1149) — малік династії Гурідів.

## Правління
Після сходження на престол Сайф ад-Дін розділив царство між своїми братами: Фахр ад-Дін Масуд отримав території біля річки Теджен, Баха ад-Дін Сам I — Гур, Шіхаб ад-Дін Мухаммад Карнак — Мадін, Шуджа ад-Дін Алі — Джармас, Ала ад-Дін Хусейн отримав Ваджірістан, а Кутб ад-Дін Мухаммад — Варшад. Згодом Сайф ад-Дін посварився зі своїм братом Кутбом, який втік до Бахрам-шаха, де й був убитий.
Щоб помститись за брата, Сайф 1148 року вирушив на Газні. Спочатку він навіть здобув перемогу, але султан зібрав армію та вщент розбив армію Гурідів.